# Paralele (Star Trek: Generația următoare)
„Paralele” (titlu original: „Parallels”) este al 11-lea episod din al șaptelea sezon (și ultimul) al serialului TV american științifico-fantastic Star Trek: Generația următoare și al 163-lea episod în total. A avut premiera la 29 noiembrie 1993.
Episodul a fost regizat de Robert Wiemer după un scenariu de Brannon Braga.

## Prezentare
Worf trece în mod aleatoriu de la o realitate alternativă la alta. 

## Actori ocazionali
- Wil Wheaton – Wesley Crusher
- Patti Yasutake – Alyssa Ogawa